# 熊谷武二
熊谷 武二（くまがい たけじ、1948年8月31日 - ）は、日本の写真家。大阪府大阪市生まれ。東大阪市在住。公益社団法人日本写真家協会会員。

## 経歴
1971年近畿大学理工学部卒業。
1973年大手印刷会社写真部に入社。1981年フリーのカメラマンとして独立。
人物、歴史を取材テーマとして、雑誌、出版物等に発表。
1995年1月17日未明兵庫県を中心として発生した、大地震「阪神・淡路大震災」の被災地神戸の様子を、翌日の18日からミニバイクで被災地に入り、大型カメラを使って定点観測の方法で、街の復興の様子を10年に渡り記録した。
1996年写真展「神戸・消滅と再生」（新宿コニカプラザ）開催、1998年写真展「神戸・消滅と再生（Ⅱ）」、アサヒグラフ連載「阪神淡路大震災 神戸の被災地の定点観測」により、1996年第2回「編集者が選ぶ雑誌ジャーナリズム賞」写真賞受賞。
1999年写真展「神戸 仮設住宅の肖像」（新宿コニカプラザ）開催。
著作に写真集「神戸・消滅と再生 - 阪神大震災1000日の記録」講談社1997年10月。